# Jiken (Tulangan)
Jiken is een bestuurslaag in het regentschap Sidoarjo van de provincie Oost-Java, Indonesië. Jiken telt 2219 inwoners (volkstelling 2010).